# Chupa-dente-do-peru
Papa-mosquitos-peruano ou chupa-dente-do-peru (nome científico: Conopophaga peruviana) é uma espécie de ave pertencente à família Conopophagidae. Ocorre no Brasil, Peru e Equador.
Seu nome popular em língua inglesa é "Ash-throated gnateater".